# Horacio Sicilia
Horacio Sicilia (22 de março de 1974) é um remador argentino e medalhista pan-americano no Rio 2007.